# Cyclaspis cretata
Cyclaspis cretata är en kräftdjursart som beskrevs av Hale 1944. Cyclaspis cretata ingår i släktet Cyclaspis och familjen Bodotriidae. Inga underarter finns listade i Catalogue of Life.